# Festival national de la pyrotechnie
Le Festival national de la pyrotechnie (Feria Nacional de la Pirotecnia), qui a lieu au Mexique, est un événement annuel pour promouvoir la tradition de production et d'utilisation des feux d'artifice du pays. Elle commence comme une célébration en l'honneur de Jean de Dieu, le saint patron des artificiers, dans la municipalité de Tultepec, dans l'État de Mexico, qui produit environ les trois quarts des feux d'artifice du Mexique. L'événement principal, un défilé de « toritos » (petit taureau), des cadres en forme de taureau avec des feux d'artifice, commence au milieu du XIXe siècle. Le festival national moderne existe depuis 1989 et comprend diverses manifestations, y compris des concours de feux d'artifice, mais l'événement principal reste celui des toritos, avec environ 250 courses dans les rues de Tultepec en 2013. 

## Événements du festival

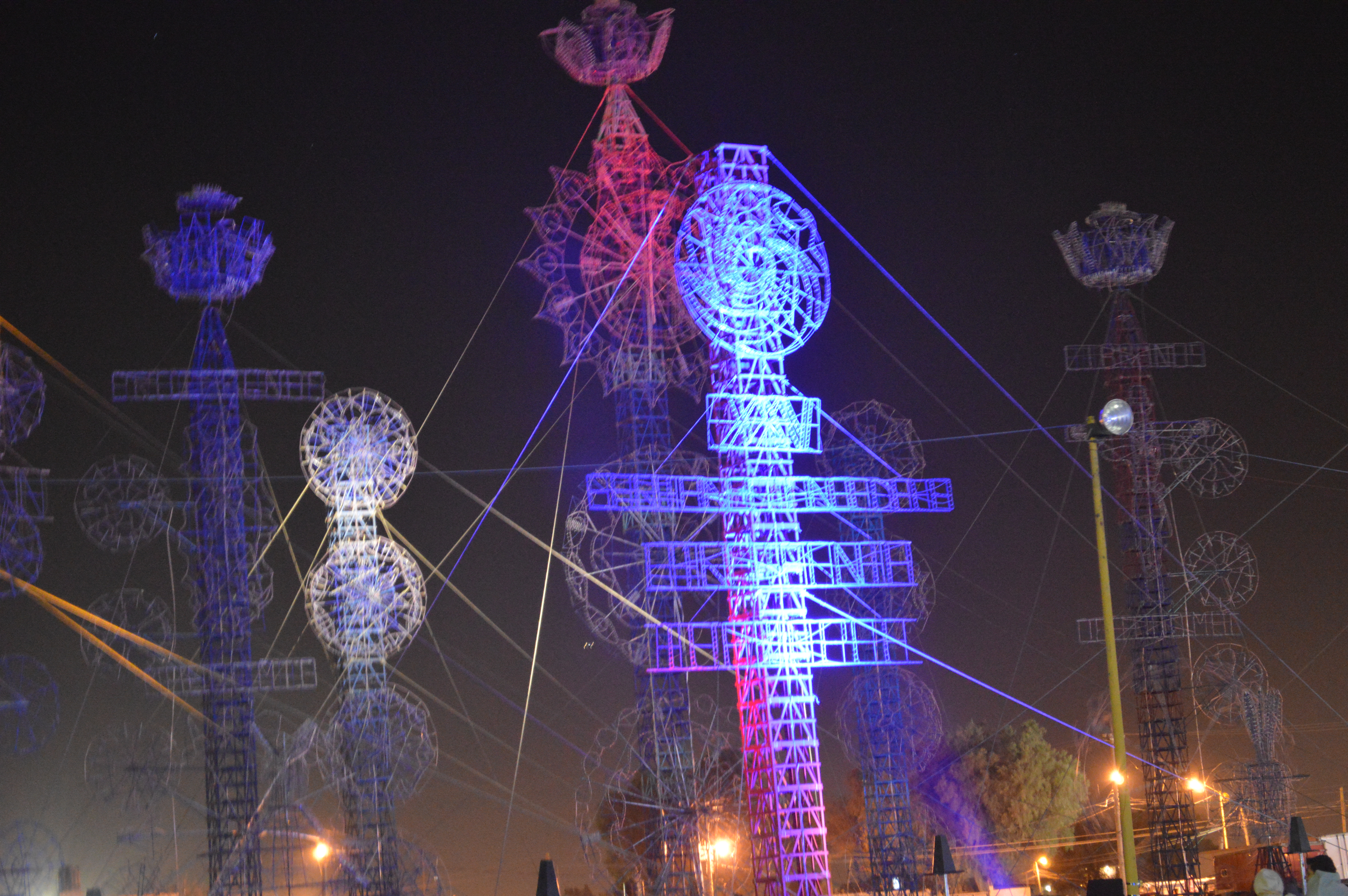
Feux d'artifice castillo en attente d'être mis en compétition.

Le Festival national de pyrotechnie dure sept jours et attire plus de 100 000 visiteurs dans la municipalité, ce qui rapporte entre cinq et dix millions de pesos,. Bien que l'événement commence localement, il est maintenant ouvert à tous les fabricants de feux d'artifice au Mexique, en particulier aux artisans de San Pedro de la Laguna, San Mateo Tlalchichilpan et Almoloya de Juárez,. 
Il y a trois événements principaux ainsi que des manèges, des concerts, de la danse, des lanternes du ciel et de la nourriture régionale,. Ces événements sont répartis entre le centre ville de Tultepec et le parc des expositions dans le quartier de San Antonio . 
Le premier des événements principaux est un concours de « castillos » (châteaux éclairés) qui sont des cadres en bois, en roseau et en papier sur lesquels sont fixés divers feux d'artifice. Ceux-ci sont déclenchés pour faire bouger des images et/ou des parties de la structure du château. Les castillo créés pour cet événement mesurent entre vingt-cinq et trente mètres, soit une quinzaine de jours pour les construire. Une fois lancés, ils prennent entre vingt et trente minutes pour passer en revue toutes leurs caractéristiques,. 
Le deuxième événement, le plus ancien et le plus important est la « pamplonada », nommée d'après la course des taureaux à Pampelune, en Espagne, ces « petits taureaux » ou « toritos » sont aussi des cadres de feux d'artifice, qui sont faits de bois, de roseau, de papier mâché dur (appelé cartonería), de fil de fer et plus encore et peints de couleurs vives. Ils peuvent mesurer de 50 centimètres à plus de trois mètres de hauteur et cela coûte entre 400 et 20 000 pesos pour les fabriquer,. Les toritos plus grands sont faits par groupes de trente à quarante personnes à cause du coût et peuvent avoir jusqu'à 4 000 feux d'artifice sur eux,. Ils portent des noms tels que El Chico, Sagitario, Toro Maya et Monster. En 2013, plus de 250 de ces toritos sont inscrits pour participer à l'événement. Ils sont présentés le 8 mars, en l'honneur de Jean de Dieu, le saint patron des artificiers. Les toritos parcourent les différentes rues de Tultepec, déclenchant leurs feux d'artifice pendant cinq à six heures jusqu'à ce qu'ils arrivent sur la place principale de la ville,. 
Le dernier des grands événements est aussi un concours. Ce concours comprend des spectacles qui combinent feux d'artifice et musique.

## Histoire

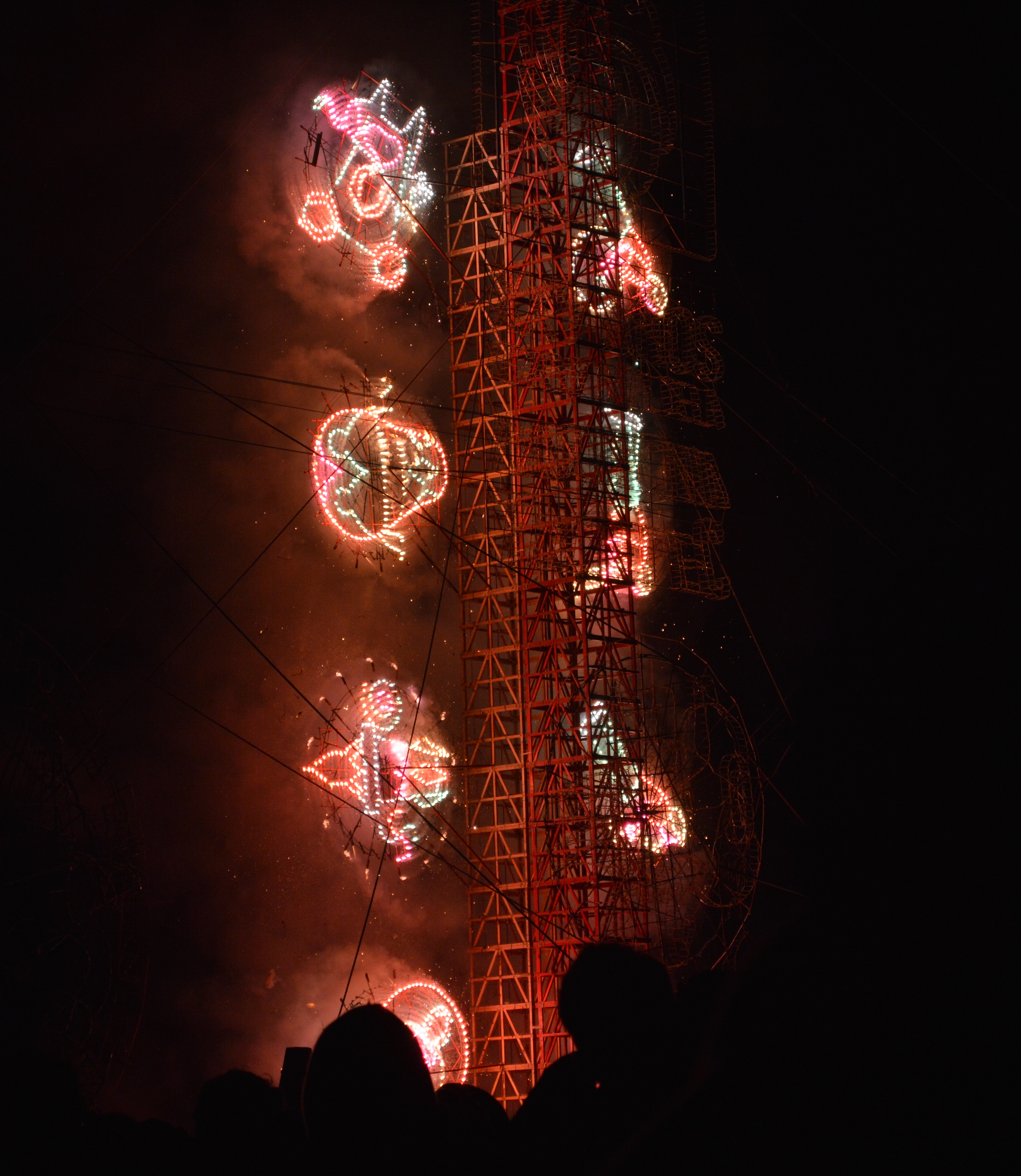
Des images dans un castillo de feux d'artifice

L'antécédent de l'événement moderne commence au milieu du XIXe siècle, comme un jour de fête pour Jean de Dieu, célébré le 8 mars. Cela est commencé par une guilde dédiée à l'artisanat. Depuis lors, jusqu'à aujourd'hui, il s'agit d'un défilé de toritos, des cadres de taureaux avec des feux d'artifice sur eux, paradant dans les rues de la ville. 
En 1988, un incendie majeur au marché de La Merced (en) à Mexico incite les autorités municipales à interdire la fabrication et la vente en gros de feux d'artifice dans les limites de la ville. C'est un coup dur pour l'économie de Tultepec et le festival est organisé en 1989 afin de compenser, d'augmenter les ventes et d'attirer le tourisme dans la municipalité,. Depuis lors, le festival acquiert un statut national, avec des participants de diverses régions du Mexique. Il vise également à réaffirmer les liens communautaires entre les différents quartiers ainsi que les traditions et l'identité de la municipalité malgré l'industrialisation.

## Tultepec
La fabrication de feux d'artifice artisanaux fait partie de l'identité de la municipalité. À l'époque coloniale, la région produit de la poudre à canon car les matières premières nécessaires à sa production sont disponibles localement. La fabrication des feux d'artifice commence il y a environ 150 ans,. Environ soixante pour cent de la population de la municipalité, qui compte 110 000 habitants, participent d'une façon ou d'une autre à l'artisanat, dont environ 2 000 fabriquent directement des feux d'artifice et le reste à la construction de charpentes, aux fournitures, à la distribution et plus encore,. Les feux d'artifice fabriqués ici et dans d'autres parties de l'État de Mexico comme Almoloya de Juárez, Texcoco, Aculco et Zumpango, soutiennent directement ou indirectement 40 000 familles. Tultepec représente à elle seule près de la moitié de la production totale de feux d'artifice au Mexique,. 
La plupart des feux d'artifice sont réalisés par des familles entières, travaillant dans les ateliers, avec environ trois cents ateliers enregistrés auprès des autorités,. Les feux d'artifice sont produits par des générations d'artisans, qui les considèrent à la fois comme un art et une science. La fabrication des fusées se fait à l'origine avec des roseaux, puis avec du cuir et enfin avec du papier, qui reste le médium d'aujourd'hui. Les enfants des artisans reçoivent maintenant une formation spécialisée et même des diplômes, ce qui permet à la profession d'être plus respectée et d'améliorer la qualité de sa production. Cependant, il y a la concurrence des feux d'artifice fabriqués en Chine, qui peuvent être jusqu'à trente pour cent moins chers.